# Dasyomma trivittatum
Dasyomma trivittatum är en tvåvingeart som beskrevs av Malloch 1932. Dasyomma trivittatum ingår i släktet Dasyomma och familjen bäckflugor. Inga underarter finns listade i Catalogue of Life.